# Heike Bittner
Heike Bittner (* 16. November 1963 in Freiberg) ist eine deutsche Drehbuchautorin, Regisseurin und Filmproduzentin.

## Leben
Heike Bittner wuchs in Karl-Marx-Stadt auf und absolvierte nach ihrem Abitur ein Schauspielstudium. Sie ist Geschäftsführerin der Medienproduktionsfirma Meinwerk Film und arbeitet vor allem für den Mitteldeutschen Rundfunk, das ZDF, die ARD und Arte. 2020 gewann sie den Deutsch-polnischen Journalistenpreis für einen Film über polnische Obdachlose in Berlin und gemeinsam mit Robert Jahn den Deutsch-Tschechischen Journalistenpreis für einen Film über grenzübergreifende Schicksale während der ersten Corona-Pandemie im Frühjahr 2020. 2023 gewann sie beim Medienpreis Mittelstand Nord+Ost den 1. Platz in der Kategorie TV für einen Film über Elektromobilität.
Bittner ist zweifache Mutter. Sie lebt in Dresden.

## Filmografie
- 2003: MitSterben? (Dokumentation) (Drehbuch, Regie)
- 2009: Die ABC Schützen (Miniserie, Dokumentation) (Drehbuch)
- 2011: Wenn Babys nicht warten wollen ... (Miniserie, Dokumentation) (Drehbuch, Regie)
- 2012: 2012 – Geht die Welt unter? (Dokumentation) (Drehbuch, Regie)
- 2012: Familie Zinke und die Oldtimer (Miniserie, Dokumentation) (Drehbuch, Regie)
- 2012: Die Männer vom Berg (Miniserie, Dokumentation) (Drehbuch, Regie)
- 2012: Sterben ohne Glauben (Dokumentation) (Drehbuch, Regie)
- 2013: Gitterblick oder Was ist Freiheit? (Miniserie, Dokumentation) (Drehbuch, Regie)
- 2013: Ratlos im Paradies – Was aus Träumen wird... (Dokumentation) (Drehbuch, Regie)
- 2013: Wüstenherz – Der Trip meines Lebens (Open Desert) (Fernsehfilm) (Produktion)
- 2014: Träume auf dem Rittergut – Anders leben in Jahnishausen (Miniserie, Dokumentation) (Produktion, Drehbuch, Regie)
- 2015: Krölls Tierleben (Miniserie, Dokumentation) (Produktion, Drehbuch, Regie)
- 2015: Lebensläufe: Peter Schreier – Stimmwunder und Weltbürger (Dokumentation) (Produktion, Drehbuch, Regie)
- 2015: Lebensläufe (Serie, Dokumentation, 1 Folge) (Drehbuch)
- 2015: Rund um die Uhr – Junge Männer als Mädchen für alles (Dokumentation) (Drehbuch, Regie)
- 2016: Lebensläufe: Sebastian Krumbiegel – Ein Prinz mit Stimme und Courage (Dokumentation) (Drehbuch, Regie)
- 2016: Gott zur Ehr, der Stadt zum Segen – 800 Jahre Dresdner Kreuzchor (Dokumentation) (Produktion, Drehbuch, Regie)
- 2016: Die Spur der Ahnen: Das erfundene Leben (Dokumentation) (Produktion, Drehbuch, Regie)
- 2016: Wenn die Bäume Engel tragen (Miniserie, Dokumentation) (Produktion, Drehbuch, Regie)
- 2017: Lebensläufe: Jürgen Hart – Mehr als ein singender Sachse (Dokumentation) (Drehbuch, Regie)
- 2017: Die Spur der Ahnen: Der schöne Martin (Dokumentation) (Produktion, Drehbuch, Regie)
- 2017: Die Spur der Ahnen: Mein Mann – ein USA-Spion (Dokumentation) (Produktion, Drehbuch, Regie)
- 2017: 1937: Das Ende der Unschuld (Dokumentation) (Drehbuch, Regie)
- 2017: Weihnachtswunderstadt: Annaberg-Buchholz (Miniserie, Dokumentation) (Produktion, Drehbuch, Regie)
- 2018: Die Spur der Ahnen: Tod in den Flammen – Plauen 1918 (Dokumentation) (Produktion, Drehbuch, Regie)
- 2018: Exakt – Die Story. Handwerker gesucht! (Dokumentation) (Produktion, Drehbuch, Regie)
- 2018: Lebensläufe: Vorwärts und nicht vergessen – Der Komponist Hanns Eisler (Dokumentation) (Drehbuch, Regie)
- 2018: Die Spur der Ahnen – Uwe Steimle und sein Urururururururgroßvater (Dokumentation) (Produktion, Drehbuch, Regie)
- 2019: Gestrandet in Berlin – Polen holt obdachlose Landsleute zurück (Dokumentation) (Drehbuch, Regie)
- 2019: Palast der Gespenster: Der letzte Jahrestag der DDR (Dokumentation) (Drehbuch, Regie)
- 2020: Colonia Dignidad – Aus dem Innern einer deutschen Sekte (Miniserie, Dokumentation) (Folgen: Lange Schatten und Blick in den Abgrund) (Regie)
- 2020: Weitermachen in der Krise – Leben mit geschlossenen Grenzen (Reportage) (Drehbuch & Regie zusammen mit Robert Jahn)
- 2020: Auf der Suche nach Fritzi (Dokumentation) (Drehbuch, Regie)
- 2020: Wie Träume laufen lernen – Trickfilme aus Dresden (Dokumentation) (Produktion, Drehbuch, Regie)
- 2020: Der weiße Tod in Europa – Die Rückkehr der Tuberkulose (Reportage) (Drehbuch, Regie)
- 2020: Frei. Fromm. Erzgebirge. (Dokumentation) (Produktion, Drehbuch, Regie)
- 2021: Lebensläufe: Ein Amerikaner in Leipzig: Dennis Russell Davies (Dokumentation) (Drehbuch, Regie)
- 2022: ZERV – Die Dokuserie (Dokuserie) (Drehbuch, Regie)
- 2022: Unter Strom – Kraftakt mobile Wende (Dokumentation) (Drehbuch, Regie)
- 2022: Die Annaberger KÄT (Dokumentation) (Produktion, Drehbuch, Regie)
- 2022: Wenn Antibiotika versagen – Phagentherapie in Georgien (Reportage) (Drehbuch, Regie)
- 2023: Die Milliardenjagd (Dokuserie) (Drehbuch, Regie)
- 2024: Tiermedizin in Leipzig – Traumberuf und Knochenjob (Dokumentation) (Drehbuch, Regie)
- 2024: Giftschlangenjagd an der Adria (Reportage) (Drehbuch, Regie)
- 2024: Dalai Lama – Schicksalsjahre eines Auserwählten (Dokuserie) (Drehbuch, Regie)

## Hörspiele (Auswahl)
- 1986: Gerhard Pötzsch: Tatbestand. Eine Sendereihe in Zusammenarbeit mit dem Generalstaatsanwalt der DDR (Folge 33: Glitzernde Wände) (Ramona) – Regie: Achim Scholz (Original-Hörspiel – Rundfunk der DDR)
- 1987: Barbara Neuhaus: Millionenstäbchen (Chris) – Regie: Annegret Berger (Original-Hörspiel, Kriminalhörspiel, Kurzhörspiel – Rundfunk der DDR)